# Convoi HX 84
Seconde Guerre mondiale

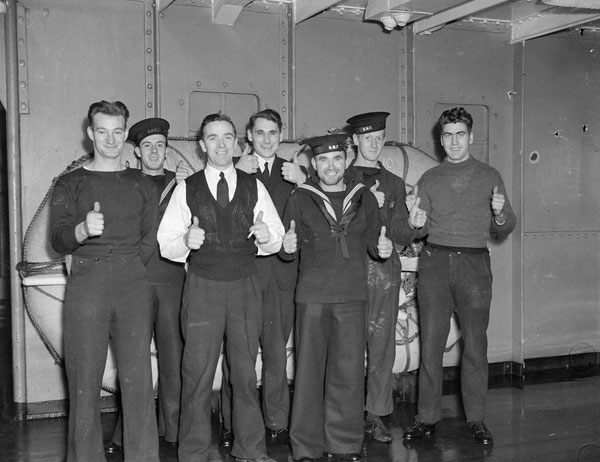
Sept marins canadiens rescapés du naufrage du HMS Jervis Bay.

Le convoi HX 84 était le 84e des convois HX reliant Halifax à Liverpool durant la bataille de l'Atlantique.
Trente-huit navires marchands escortés par le croiseur auxiliaire britannique HMS Jervis Bay partirent le 28 octobre 1940
Le 5 novembre 1940, le croiseur lourd Admiral Scheer intercepte le convoi aux 50° 30′ N, 32° 00′ O et l'attaque immédiatement. Le capitaine de vaisseau (captain) Edward Fegen, commandant du Jarvis Bay et du convoi ordonna la dispersion du convoi et engagea le croiseur allemand. Malgré la disproportion de puissance entre les deux unités, le Jarvis Bay parvint à tenir 20 minutes avant de couler avec une large majorité de son équipage.
Leur sacrifice permit au convoi de commencer sa dispersion mais plusieurs navires purent être rattrapés par le croiseur allemand. Le navire marchand SS Beavorford, armé de deux canons de 4 pouces (101,6 mm), engagea alors le combat et parvint à tenir plusieurs heures avant de couler avec l'ensemble des 77 hommes de son équipage. Au bout du compte, l'Admiral Scheer ne put couler que quatre autres navires (les cargos Maiden, Trewellard, Kenbame Head et Fresno) et endommager le pétrolier MV San Demetrio qui fut abandonné par son équipage avant d'être récupéré deux jours plus tard par une partie de l'équipage réfugié sur des canots de sauvetage — un docudrame basé sur cet épisode fut réalisé sous le nom de San Demetrio London (en).

## Navires du convoi[3]
| Nom                       | Pavillon                 | Tonnage (tjb) | Notes                                                                                     |
| ------------------------- | ------------------------ | ------------- | ----------------------------------------------------------------------------------------- |
| Andalusian (1918)         | Royaume-Uni              | 3 082         |                                                                                           |
| Anna Bulgaris (1912)      | Royaume de Grèce         | 4 603         |                                                                                           |
| Athelempress (1930)       | Royaume-Uni              | 8 941         | Membre de l'ex-BHX 84                                                                     |
| Atheltemplar (1930)       | Royaume-Uni              | 8 992         | Membre de l'ex-BHX 84                                                                     |
| Beaverford (1928)         | Royaume-Uni              | 10 042        | Coulé par l'Admiral Scheer                                                                |
| Briarwood (1930)          | Royaume-Uni              | 4 019         |                                                                                           |
| Castilian (1919)          | Royaume-Uni              | 3 067         |                                                                                           |
| Cetus (1920)              | Norvège                  | 2 614         |                                                                                           |
| HMCS Columbia             | Marine royale canadienne |               | Escorte du 28 au 29 octobre                                                               |
| Cordelia (1932)           | Royaume-Uni              | 8 190         | Membre de l'ex-BHX 84 ; retourna à Halifax après la dispersion                            |
| Cornish City (1936)       | Royaume-Uni              | 4 952         |                                                                                           |
| Dan-Y-Bryn (1940)         | Royaume-Uni              | 5 117         |                                                                                           |
| Danae Ii (1936)           | Royaume-Uni              | 2 660         |                                                                                           |
| Delhi (1925)              | Suède                    | 4 571         | Membre de l'ex-BHX 84                                                                     |
| Delphinula (1939)         | Royaume-Uni              | 8 120         |                                                                                           |
| Emile Francqui (1929)     | Belgique                 | 5 859         |                                                                                           |
| Empire Penguin (1919)     | Royaume-Uni              | 6 389         |                                                                                           |
| Erodona (1937)            | Royaume-Uni              | 6 207         |                                                                                           |
| Fresno City (1929)        | Royaume-Uni              | 4 955         | Coulé par l'Admiral Scheer                                                                |
| Hjalmar Wessel (1935)     | Norvège                  | 1 742         |                                                                                           |
| James J Maguire (1939)    | Royaume-Uni              | 10 525        |                                                                                           |
| HMS Jervis Bay            | Royal Navy               |               | Escorte du 28 octobre au 5 novembre 1940 ; coulé par l'Admiral Scheer                     |
| Kenbane Head (1919)       | Royaume-Uni              | 5 225         | Coulé par l'Admiral Scheer                                                                |
| Lancaster Castle (1937)   | Royaume-Uni              | 5 172         |                                                                                           |
| Maidan (1925)             | Royaume-Uni              | 7 908         | Coulé par l'Admiral Scheer                                                                |
| MS Morska Wola (1924)     | Pologne                  | 3 208         |                                                                                           |
| Oilreliance (1929)        | Royaume-Uni              | 5 666         | Membre de l'ex-BHX 84                                                                     |
| Pacific Enterprise (1927) | Royaume-Uni              | 6 736         | Membre de l'ex-BHX 84                                                                     |
| Persier (1918)            | Belgique                 | 5 382         |                                                                                           |
| Puck (1935)               | Pologne                  | 1 065         |                                                                                           |
| Rangitiki (1929)          | Royaume-Uni              | 16 698        |                                                                                           |
| Saint Gobain (1936)       | Suède                    | 9 959         | Membre de l'ex-BHX 84                                                                     |
| MV_San_Demetrio\| (1938)  | Royaume-Uni              | 8 073         |                                                                                           |
| Solfonn (1939)            | Norvège                  | 9 925         | Membre de l'ex-BHX 84                                                                     |
| Sovac (1938)              | Royaume-Uni              | 6 724         |                                                                                           |
| HMCS St Francis           | Marine royale canadienne |               | Escorte du 28 au 29 octobre 1940                                                          |
| Stureholm (1919)          | Suède                    | 4 575         | Retourna à Halifax après la dispersion                                                    |
| Trefusis (1918)           | Royaume-Uni              | 5 299         |                                                                                           |
| Trewellard (1936)         | Royaume-Uni              | 5 201         | Coulé par l'Admiral Scheer                                                                |
| Varoy (1892)              | Norvège                  | 1 531         |                                                                                           |
| Vingaland (1935)          | Suède                    | 2 734         | Coulé après la dispersion par des appareils de la Luftwaffe à l'ouest du Comté de Donegal |

## Sources, notes & références
Références
1. ↑  (en) Arnold Hague, The Allied Convoy System 1939-1945, Naval Institute Press, 2000, 208 p. (ISBN 1-55750-019-3), p. 127
2. ↑  (en) Duncan Haws, Merchant Fleet in Profile, vol. 3, Cambridge, Patrick Stevens Co, 1979, p. 167
3. ↑  (en) « Convoy HX.84 : Arnold Hague Convoy Database », sur convoyweb.org.uk (consulté le 24 janvier 2016)

Ouvrages
- (en) Dan van der Vat, The Atlantic Campaign : Great struggle at sea. 1939-45, Hodder & Stroughton Ltd, 1988, 432 p. (ISBN 978-0-340-37751-2)
- (en) Arnold Hague, The Allied Convoy System 1939-1945 : Its organisation, defence and operation, Vanwell Publishing Ltd, 2000, 208 p. (ISBN 978-1-55125-033-5)
- (en) Theodor Krancke et Hans Brennecke (trad. de l'allemand par Edward Fitzgerald), The Battleship Scheer [« RRR, das glückhafte Schiff (?) »], Londres, W. Kimber, 1956
- (en) Calum MacNeil, San Demetrio, Londres, Corgy Books, 1957

Liens externes
- (en) « SS Beaverford [+1940] », sur wrecksite.eu (consulté le 24 janvier 2016)
- (en) « HMS Jervis Bay », sur hmsjervisbay.com (consulté le 24 janvier 2016)
- (en) « The Ballad of Convoy HX84 », sur electricscotland.com (consulté le 26 janvier 2016)
- (en) « The School Ship: Canadian Pacific SS "Beaverford" », sur downhillscentral.co.uk (consulté le 26 janvier 2016)
- (en) « The Story of Beaverford », sur archive.is (consulté le 26 janvier 2016)